# Zeidlerei

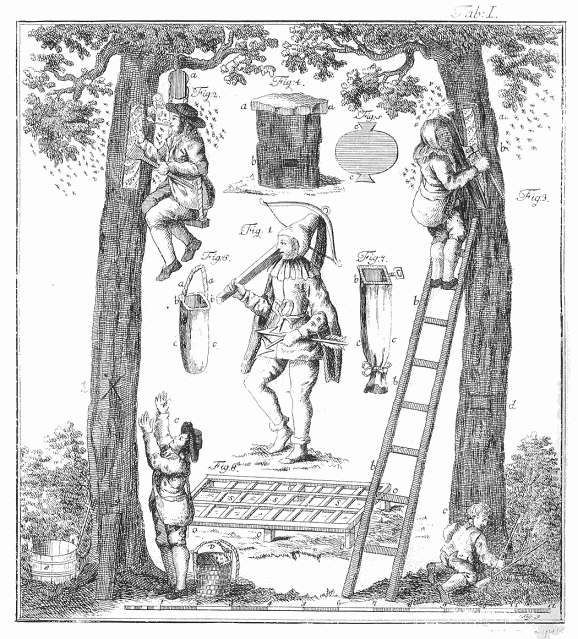
Zeidlerei – Historische Darstellung der Waldimkerei aus Adam Gottlob Schirachs Wald-Bienenzucht von 1774

Die Zeidlerei (auch Zedlerei oder Zeitlerei) ist das gewerbsmäßige Sammeln von Honig wilder oder halbwilder Bienenvölker vornehmlich von Bäumen. Die Tätigkeit wird von Waldimkern, den Zeidlern betrieben und bereits im Mittelalter z. B. in Deutschland ausgeübt.

## Tätigkeit

Waldzeidlerei an Bäumen

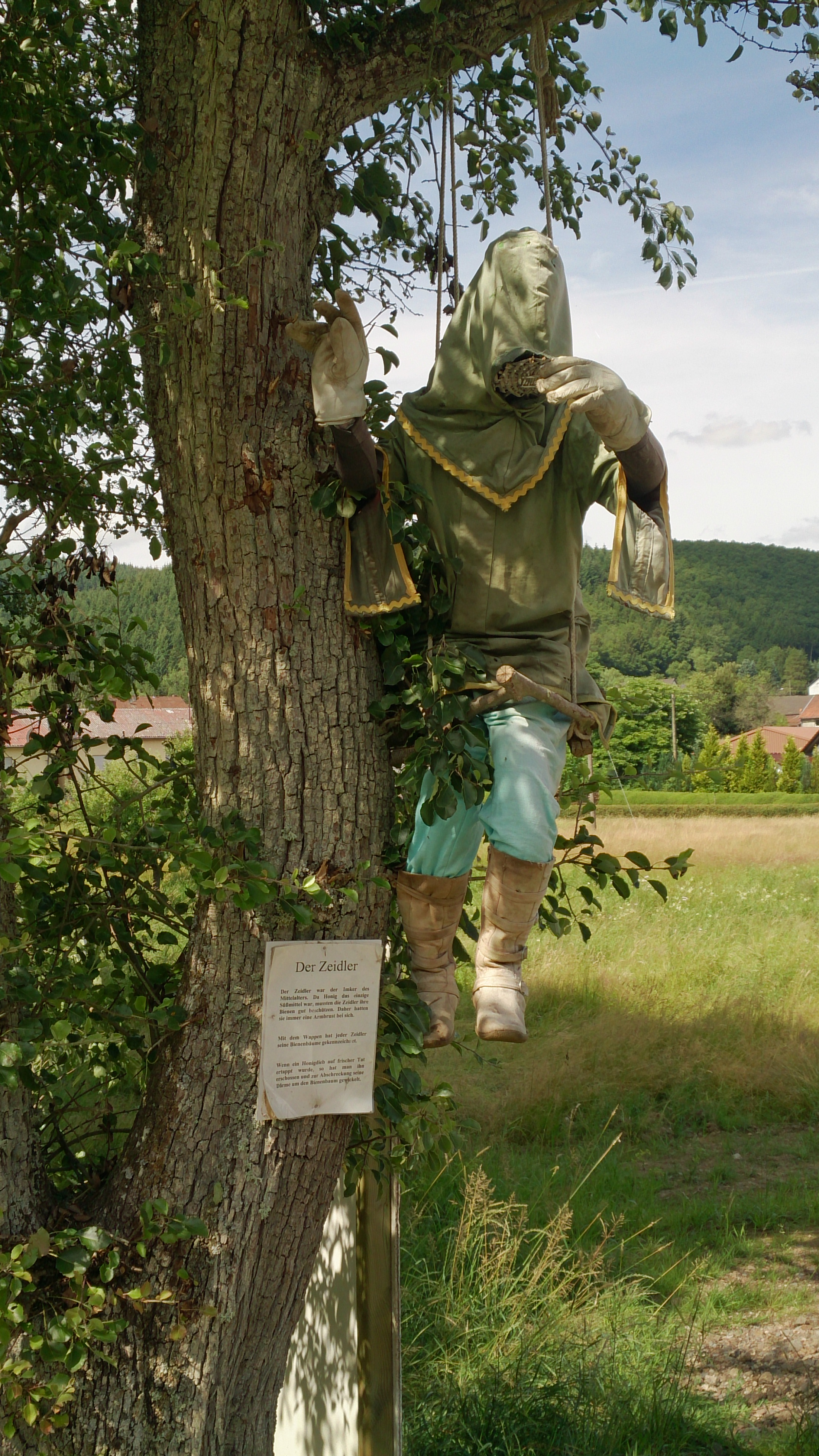
Eine Puppe verkleidet als Zeidler

Das Sammeln des Honigs wilder Bienen durch den Menschen ist für die Zeit seit 9000 Jahren belegt. Der Begriff des Zeidlers oder Zeitlers bezeichnet einen besonderen Beruf des Honigsammlers, wie er sich in Europa seit dem Frühmittelalter ausgebildet hat. Der Zeidler hielt, anders als der Imker im heutigen Sinne, die Bienen nicht in gezimmerten Bienenstöcken oder Bienenkörben. Man hieb alten Bäumen künstliche Höhlen (Beuten) in etwa sechs Meter Höhe ein und versah den Eingang mit einem Brett, in das ein Flugloch eingebracht war. Ob eine Beute von Bienen beflogen wurde oder nicht, hing ganz vom natürlichen Umfeld ab und wechselte jedes Jahr. Auch entwipfelte man die Bäume, um dem Windbruch vorzubeugen.
Für ihre Arbeit benötigten die Zeidler ein Beil, evtl. große Hohleisen und ein Kletterseil.

## Verbreitung
Überaus günstig, wenn nicht sogar Voraussetzung für die Zeidlerei, waren Nadelholzgebiete. Wichtige Standorte der Zeidlerei waren im Mittelalter Gebiete im Fichtelgebirge und im Nürnberger Reichswald. In Bayern etwa ist eine Waldbienenhaltung bereits für das Jahr 959 in der Gegend von Grabenstätt nachgewiesen. Aber auch auf dem Gebiet von Berlin gab es ausgedehnte Zeidlerei, insbesondere im damals noch viel größeren Grunewald.
Vor allem im Nürnberger Umland gibt es immer noch zahlreiche Hinweise auf das dort früher blühende Zeidlerwesen (wie das Zeidlerschloss in Feucht oder das Wappen der Gemeinde Schwaig). Der Honig war wichtig für die Nürnberger Lebkuchenproduktion; der Nürnberger Reichswald („Des Heiligen Römischen Reiches Bienengarten“) lieferte genug davon. In Feucht befand sich von 1296 bis 1796 das Zeidelgericht.
Der deutsche Ortsname Zeidler des heutigen Brtníky in Tschechien geht auf die dortige historische Waldimkerei zurück. Zeidler heißt außerdem eine ehemalige Gemeinde im Ortsteil Fördergersdorf der sächsischen Stadt Tharandt am Tharandter Wald.

## Geschichte
Der älteste Nachweis eines Zeidlers in Bayern stammt aus dem Jahr 748 und dokumentiert diesen Beruf am Donauufer und in Schwarzach. Karl der Große förderte in dieser Zeit die häusliche Bienenhaltung. Die Bienen gehörten dem Kaiser, doch die Nutzungsrechte an ihren Produkten überließ er den Zeidlern.
Im 10. Jahrhundert wurde der Honig aus Waldbienenwirtschaft gewonnen und stellte die einzige Quelle für Süßungsmittel dar – Zucker oder gar synthetische Süßstoffe waren in Europa nicht verfügbar (bzw. noch nicht erfunden). Auch die Gewinnung von Süße aus Früchten (Apfelkraut) hatte nur lokale Verbreitung und den Nachteil, dass die Süßwirkung des Endprodukts dem Honig unterlegen war. Das Bienenwesen hatte vor der Einführung des Rohrzuckers daher eine ganz zentrale Bedeutung. Bienen lieferten das Süßungsmittel (Honig), darüber hinaus Wachs als eine verbesserte Grundlage zur Beleuchtung, und Basisstoffe für die Medizin (Propolis, Kittharz der Bienen, Honig und Gelée royale). Wo kein Wachs verfügbar war, musste man mit Fackeln, Öllampen oder Kienspänen vorlieb nehmen. Das Licht aus Bienenwachskerzen rußte weniger, stank weniger, flackerte weniger und hielt länger als alle anderen Optionen – entsprechend begehrt und teuer war es.
Der Zeidler entwickelte die Bienenwirtschaft durch eine planmäßige Weiterentwicklung der Waldbienenhaltung. Neue Nistplätze wurden für die Bienen angelegt, die Bienenvölker dadurch vermehrt und der Ertrag gesteigert. Der Bienenstock war in der Regel in hohlen Bäumen im Wald untergebracht, bis zu mehrere Meter hoch, mehrere übereinander. Wenn ein Zeidler im Wald ein wildes Bienenvolk fand, durfte er in den zugehörigen Baum sein Zeichen einschlagen – dann durfte er das Volk nutzen.
Zeidler höhlten die Bäume unterhalb des Wipfels, den sie oft beseitigten, aus. Sie verschlossen die so gewonnene Bienenwohnung, die Beuten, mit einem Brett, während eine kleine Öffnung als Flugloch diente. Diese Baumbienenwohnungen wurden von schwärmenden Bienen besetzt, oder der Zeidler brachte selbst einen Schwarm hinein. Neben der Waldbienenpflege wurde auch Bienenfang betrieben. Die Zeidler durften wilde Bienen fangen und im Wald schwärmen lassen. Zur Erntezeit wurden die Beuten geöffnet und Honig und Wachs entnommen. Durch das Anlegen der Beuten starb der Baum ab, was zu großen Verlusten des Baumbestands führte. Teilweise entwickelte sich aus dieser Art der Haltung die Klotzbeute, welche in gewisser Weise eine mobile Form des ausgehöhlten Baums darstellt und in Asien teilweise immer noch in Gebrauch ist.
Zwar gab es auch die Heimbienenhaltung, in denen Bienen in eigens für sie gebauten Stöcken auf Bauernhöfen lebten. Doch konnte sich diese Form der Bienenhaltung auf Grund der großen Bedeutung der Waldbienenhaltung in den großen Wäldern um Nürnberg nicht etablieren.
Die Zeidler hatten schon im 11. und 12. Jahrhundert ein gewisses Pfändungs- und Rügerecht, waren also in den Rang niederer Waldbeamter erhoben worden. Im Nürnberger Reichswald durften außer dem Forstmeister und den Patrizierfamilien Waldstromer und Koler nur die Zeidler Honigwirtschaft betreiben. Die Zeidler waren formal den Erbförstern gleichgestellt. Sie waren freie und unabhängige Lehensleute. Dem Kaiser waren sie zu Kriegsdiensten verpflichtet.
Schon seit der ersten Hälfte des 14. Jahrhunderts waren die Rechte und Pflichten der Zeidler in dem großen Privileg Kaiser Karls IV. zusammengefasst. Ihre Eigenschaft als Bienenzüchter wurde beschrieben und ihre Funktion als Zeidler ausdrücklich von anderen Berufsgruppen abgegrenzt. Sie waren neben den Förstern allein berechtigt, in den Nürnberger Wäldern Bienen zu halten. Alles hierzu nötige Holz, ebenso das Bauholz für ihre Wohn- und Wirtschaftsgebäude, musste ihnen unentgeltlich überlassen werden. Sie waren in allen Städten des Reichs zollfrei.
Für ihre Güter mussten sie seit 1427 ein gewisses Quantum Honig, später eine Vergütung in Geld, das so genannte Honiggeld, bezahlen. Im Jahr 1606 mussten von Zeidlern im Lorenzer Wald zum Beispiel 411 Maß (1 Maß = 1,069 Liter) Honig erbracht werden, was einem Wert von 40 Gulden, sechs Pfund und 20 Pfennigen entsprach. Die Zeidler bildeten Zünfte mit bestimmten Rechtsbräuchen, die in Form der „Zeidelweide“ Niederschlag in Zeidelordnungen (etwa bis ins 16. Jahrhundert im Markgraftum Bayreuth) fanden.

### Privilegierung

„Zeidlermännchen“. Feuchter Wappen

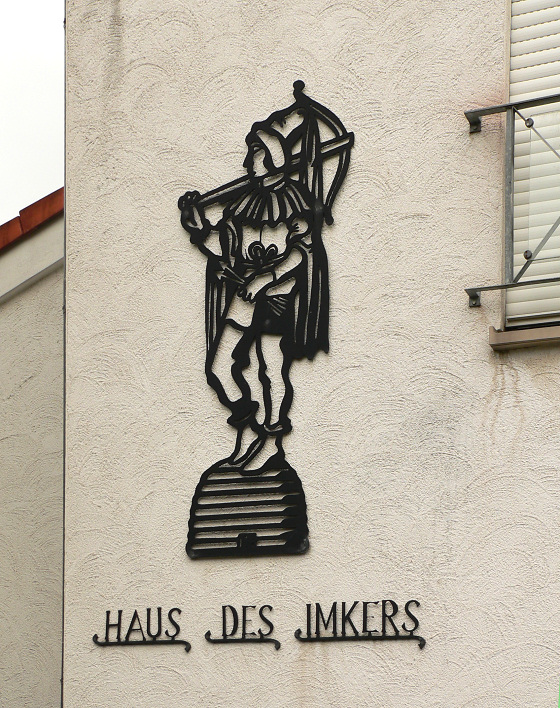
Zeidler-Darstellung mit Armbrust am Sitz des Deutschen Imkerbundes in Villip

Das wichtigste Privileg der Zeidler war ihre eigene (niedere) Gerichtsbarkeit. Sie war im Nürnberger Reichswald notwendig geworden, da die intensive Nutzung des Waldes zu dessen Lasten ging: Die Anwohner trieben ihre Schweine zur Fütterung hinein, Nürnberg bezog sein Brennholz daraus. Diese Nutzung ging so weit, dass Kaiser Karl IV. sich nach seinem Satz „Mein Wald geht mir vor die Säue“ zu einer Regelung des Gebrauchs genötigt sah. Er legalisierte die Aufforstungsversuche der Nürnberger Familie Stromer (später „Waldstromer“ genannt; dies waren die Vorboten der heutigen Monokultur an Föhren im „Reichswald“ um Nürnberg – Peter Stromer gilt als einer der Pioniere der Forstwirtschaft im heutigen Sinne) und er übertrug dieser Familie „waldpolizeiliche“ Ordnungsaufgaben. Im Zuge dieser Neuorganisation versah Karl IV. die Zeidler mit dem umfassenden Privileg von 1350.
Das Zeidelgericht, das inoffiziell bereits im 12. Jahrhundert in Feucht existierte, bildete das Zentrum der 92 vorwiegend im Lorenzer Reichswald verstreuten Zeidelgüter. Mit Urkunde vom 22. August 1296 wurde dem Zeidelmeister Hilteprant von Feucht seine Zuständigkeit zur Rechtsprechung über die Zeidler bestätigt. Im 13. Jahrhundert war das Zeidelwesen bereits voll ausgebildet. Die Zeidler hatten ihren eigenen Gerichtsstand, und ihr Gericht hatte seinen Sitz in Feucht. Sie wurde in der reichsunmittelbaren Privilegierung durch König Karl IV. in seinem „Zeidel Fryheit Brieff“ vom 1. Juni 1350 niedergeschrieben. Darin wurden die Zeidler mit der eigenen Gerichtsbarkeit belehnt. Als äußeres Zeichen dieser Privilegierung führten ihre Vorsteher (Starosten) einen weißen Stab, die Zeidler erhielten die (in den damaligen Wäldern durchaus nötige) Erlaubnis zur Führung einer Waffe (der Armbrust) und trugen eine spezifische grüne Tracht mit der typischen langen Zipfelmütze (siehe hierzu das Zeidlerwappen am Zeidelschloss in Feucht). Dafür mussten die Zeidler den Kaiser sicher durch den Nürnberger Reichswald geleiten und einige Zentner Wachs pro Jahr an den Stephansdom in Wien liefern und einige Dinge mehr.
Den Vorsitz im Zeidlergericht führte ursprünglich der von den Zeidlern gewählte Zeidelmeister, später der Waldamtmann. Das Gericht bestand aus Oberrichter, Unterrichter, Schöffen und Ratsschöffe, den Vierern, den Waldherren und dem Waldamtmann. Im Hochmittelalter gab es in jedem Dorf ein Ortsgericht, in dem der jeweilige Grundherr als Richter Recht sprach. In Feucht war es die Ministerialenfamilie der Feuchter. Es ist aber anzunehmen, dass bereits 1470 das Ortsgericht Feucht nicht mehr existierte, sondern dass das Zeidelgericht auch allgemeines Ortsgericht geworden war. Die räumliche Zuständigkeit erstreckte sich auf den Lorenzer Wald mit Ausnahme von Brunn.
Gewöhnlich tagte das Zeidelgericht dreimal im Jahr. Im 17. und 18. Jahrhundert tagte es nur noch selten. Die letzte Sitzung fand 1779 statt. Der Hauptgrund für diesen Rückgang lag im Niedergang der Zeidlerei sowie der weitgehenden Überschneidung rechtlicher und sachlicher Zuständigkeiten des Zeidelgerichts mit denen des Forstgerichts Lorenzi bzw. des Land- und Bauerngerichts in Nürnberg. Dazu kamen die hohen Kosten, die mit der im 16. Jahrhundert sehr aufwendigen konstituierenden Eröffnungssitzung verbunden waren. Die preußischen Behörden hoben schließlich das Zeidelgericht 1796 auf. Interessanterweise wurde dieses Privileg (das Zeidelrecht) nie eigens aufgehoben. Ein rechtlicher Nachhall dieses Privilegs findet sich im Bürgerlichen Gesetzbuch mit seinen Bienenparagraphen.

### Niedergang
In der Antike war Honig ein wichtiges Handelsgut. Die Römer nutzten Kerzen aus Wachs für ihre religiösen Feste; später die Kirche bei zahlreichen Zeremonien. Als der Bedarf an Bienenwachs für die Beleuchtung in Burgen, Kirchen, Klöstern und Städten stark anstieg, bekam die Imkerei Auftrieb. Es wurde vermehrt Wachs produziert, während Honig eher ein Nebenprodukt war. Im Zuge der Reformation wurde allerdings von den Kirchen weniger Kerzenwachs benötigt.
Der schleichende Niedergang der Zeidlerei verlief in Europa von West nach Ost. Der Niedergang wurde eingeleitet durch die Einfuhr von Rohrzucker, der aber noch im 17. Jahrhundert so teuer war, dass ihn sich nur reichere Leute leisten konnten. Erst der Anbau von Zuckerrüben in Europa im 19. Jahrhundert änderte die Situation grundlegend.
In der Lausitz, dem Baltikum und Russland konnte sich die Waldimkerei bis ins 19. Jahrhundert als ernstzunehmender Wirtschaftsfaktor erhalten. Dagegen ist die Zeidlerei, zumindest in Deutschland, als aktiver Wirtschaftsfaktor völlig bedeutungslos. Es gibt Bestrebungen, diese Form der Honigernte auch in Deutschland wieder aufleben zu lassen.

## Zeidlerei in Asien
In Asien wird Zeidlerei noch betrieben

## Ausblick
Während in anderen Ländern die Zeidlerei nie aufgegeben wurde, gibt es in Mitteleuropa im Rahmen des Naturschutzes vereinzelte Versuche, zur Förderung der Biodiversität Bienenvölker im Wald anzusiedeln und die Zeidlerei wieder aufzunehmen.

## Immaterielles Kulturerbe der Menschheit
Im Jahre 2020 wurde Bienenkultivierung in Bäumen in Belarus und Polen von der UNESCO in die Repräsentative Liste des immateriellen Kulturerbes der Menschheit aufgenommen.